# Semigroup Forum
La revue scientifique Semigroup Forum  est un journal mathématique américain bimestriel (six numéros par an) publié par la maison d'édition Springer-Verlag. Il a été fondé en 1970 par Alfred H. Clifford, K. H. Hofmann et P. S. Mostert. Les éditeurs en chef actuels (en 2012)  du journal sont J. D. Lawson; J.-É. Pin et M. Volkov.  Les volumes d'avant 1997 sont libres d'accès.
Le journal publie des articles dans tous les domaines de la théorie des demi-groupes, qu'il s'agisse des aspects algébriques ou topologiques, de demi-groupes d'opérateurs, et des applications à la théorie des anneaux, des catégories, des automates et de la logique. La langue préférée de publication est l'anglais, mais le journal accepte des articles en français, allemand et russe. 

## Référence
1. ↑  Page 2 du premier numéro
2. ↑  Centre de numérisation de Göttingen ou EuDML